# Hugyag
Hugyag is een plaats (község) en gemeente in het Hongaarse comitaat Nógrád. Hugyag telt 911 inwoners (2001).